# Frida Hallgren
Frida Sophia Hallgren (Stoccolma, 16 dicembre 1974) è un'attrice svedese.

## Biografia
Nata a Stoccolma nel 1974, Frida Hallgren fa il suo debutto a 14 anni in Det första äventyret di Ralf Karlsson (1988) e nei primi anni novanta inizia a recitare a teatro sotto la guida di Maggie Widstrand, continuando ad ottenere piccoli ruoli al cinema e in televisione. Nel 1995 compare nel film drammatico 30:e november di Daniel Fridell, per il quale riceve una prima candidatura ai Guldbagge Awards come miglior attrice non protagonista. Nel 1998 si diploma all'Accademia teatrale dell'Università di Lund e nel 2001 ottiene il primo ruolo da protagonista in Om inte di Ella Lemhagen. Continua a recitare a teatro e compare in serie e miniserie televisive, tra cui alcune tratte dai romanzi gialli dello scrittore Arne Dahl, oltre a film come As It Is in Heaven di Kay Pollak (2004), che le vale la seconda candidatura ai Guldbagge Awards e lo Shooting Stars Award al Festival di Berlino 2005.

## Filmografia

### Cinema

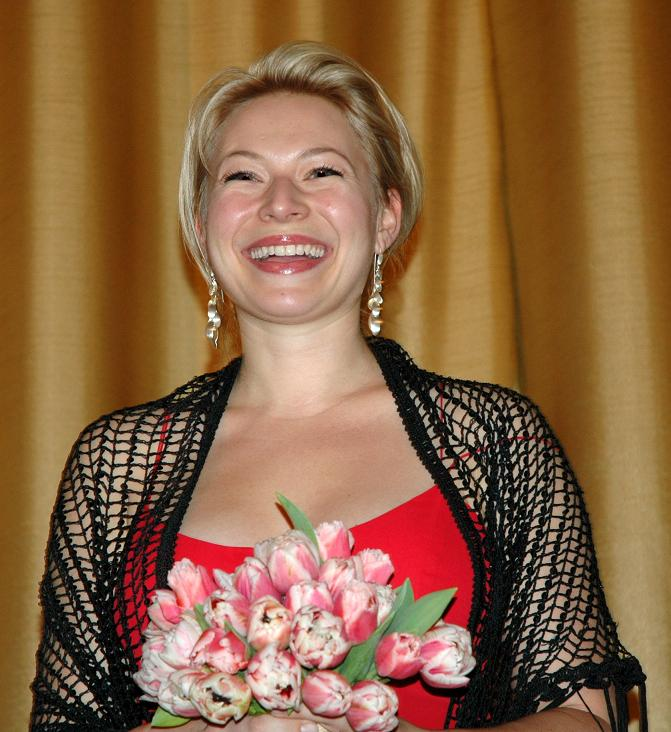
Al Festival di Berlino 2005.

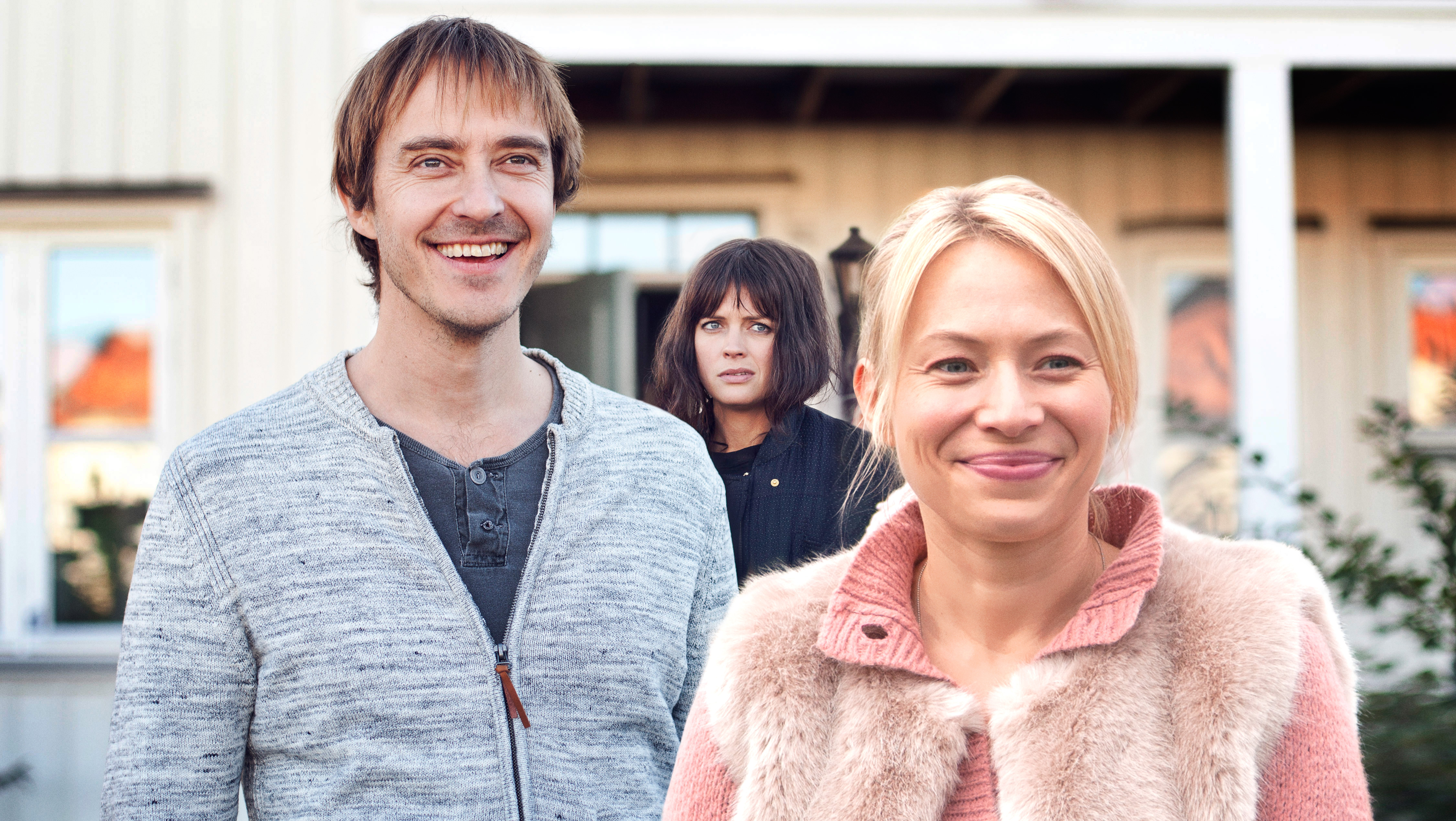
Nel 2013 con l'attore Jonas Karlsson, sul set di Raspberry Boat Refugee.

- Det första äventyret, regia di Ralf Karlsson (1988)
- Svart Lucia, regia di Rumle Hammerich (1992)
- Sökarna, regia di Peter Cartriers e Daniel Fridell (1993)
- Colpo di fionda (Kådisbellan), regia di Åke Sandgren (1993)
- 30:e november, regia di Daniel Fridell (1995)
- Livet är en schlager, regia di Susanne Bier (2000)
- Om inte, regia di Ella Lemhagen (2001)
- As It Is in Heaven (Så som i himmelen), regia di Kay Pollak (2004)
- Grannsamverkan, regia di Peter Barlach (2004) – Cortometraggio
- Winners and Losers (Vinnare och förlorare), regia di Kjell Sundvall (2005)
- The Fish (Rensa fisk), regia di Björn Runge (2005) – Cortometraggio
- Greatest of All (Störst av allt), regia di Lars Lennart Forsberg (2005)
- Tjocktjuven, regia di Henrik Sylvén (2006)
- Til døden os skiller, regia di Paprika Steen (2007)
- Butterflies (Pirret), regia di Kjell-Åke Andersson (2007)
- Once upon a Time in Phuket (En gång i Phuket), regia di Staffan Lindberg (2011)
- Hamilton 2: Men inte om det gäller din dotter, regia di Tobias Falk (2012)
- Sune on Road Trip (Sune på bilsemester), regia di Hannes Holm (2013)
- Raspberry Boat Refugee (Vadelmavenepakolainen), regia di Leif Lindblom (2014)
- Sune i fjällen, regia di Gustaf Åkerblom (2014)
- Heaven on Earth (Så ock på jorden), regia di Kay Pollak (2015)
- Gilberts grusomme hevn, regia di Hanne Larsen (2016)
- Solsidan, regia di Felix e Måns Herngren (2017)
- Monky, regia di Maria Blom (2017)
- 95, regia di Aleksi Mäkelä (2017)

### Serie televisive
- Klassliv (1989)
- Tre kronor (1994-1995) – 9 episodi
- St Mikael: Traumaenheten (1999) – Episodio 1.13
- Det grovmaskiga nätet (2000) – Miniserie, 1 episodio
- Soldater i månsken (2000) – Miniserie, 2 episodi
- Hjälp! Rånare! (2002) – Miniserie
- Stackars Tom (2002) – Miniserie
- Krøniken (2006-2007) – 2 episodi
- Der Kommissar und das Meer (2007-2017) – 22 episodi
- Arne Dahl: Misterioso (2011) – Miniserie
- Maria Wern (2012) – Episodio Inte ens det förflutna
- Arne Dahl: Ont blod (2012) – Miniserie
- Arne Dahl: Upp till toppen av berget (2012) – Miniserie
- Arne Dahl: De största vatten (2012) – Miniserie
- Arne Dahl: Europa blues (2012) – Miniserie
- Fröken Frimans krig (2013-2017)

### Doppiaggio
- Lani Aliikai nell'edizione svedese di Surf's Up - I re delle onde, regia di Ash Brannon e Chris Buck (2007)
- Una ragazza nel cortometraggio animato Vox Lipoma, regia di Jane Magnusson (2018)

## Teatro
- Elettra, di Sofocle – Uppsala Stadsteater (2001)
- Amadeus, di Peter Shaffer – Uppsala Stadsteater (2002)
- Flickan på Henriksdalsberget, di Peter Barlach – Stockholms Stadsteater (2002)
- Elektra trilogin, di Eugene O'Neill – Stockholms Stadsteater (2005)
- Sogno di una notte di mezza estate, di Benjamin Britten – Stockholms Stadsteater (2006)
- Hedda Gabler, di Henrik Ibsen – Stockholms Stadsteater (2007-2008)
- Tre sorelle, di Anton Čechov – Stockholms Stadsteater (2008)

## Riconoscimenti
- Guldbagge Awards
1996 – Candidatura per la miglior attrice non protagonista per 30:e november
2005 – Candidatura per la miglior attrice protagonista per As It Is in Heaven
- Festival internazionale del cinema di Berlino
2005 – Shooting Stars Award